# Nate Solder
(en) Statistiques sur pro-football-reference
Nate Solder, né le 12 avril 1988 à Denver, est un joueur professionnel américain de football américain ayant évolué au poste d'offensive tackle dans la National Football League (NFL) pendant 11 saisons (2011-2021). 
Au niveau universitaire, il a joué pour les Buffaloes du Colorado dans la NCAA Division I FBS pendant quatre saisons (2007-2010) avec d'être sélectionné lors du premier tour de la draft 2011 par la franchise des Patriots de la Nouvelle-Angleterre avec qui il remporte les Super Bowls XLIX et LI.
Il s'engage ensuite avec les Giants de New York pour quatre saisons (2018-2021) et y termine sa carrière.

## Sa jeunesse
Solder est né à Denver dans le Colorado. Il étudie au lycée Lycée Buena Vista (en) de Buena Vista toujours dans le Colorado. Il y joue au football américain et évolue au poste de tight-end avec les Demons de Buena Vista.

## Carrière universitaire
Il entre à l'université du Colorado à Boulder en 2006 où il joue jusqu'en 2010 pour l'équipe de football américain des Buffaloes du Colorado. Recruté en tant que tight end, il ne joue pas en 2006 à cause de son statut de joueur redshirt. En saison 2007, il réceptionne trois passes pour un gain global de 50 yards. L'année suivante, on lui demande de jouer au poste de tacke où il gagne rapidement sa place de titulaire. Il y reste pour la suite de sa carrière avec les Buffaloes.
Lors de sa saison junior, il est sélectionné dans la quatrième équipe All-American de la NCAA.
Lors de sa dernière saison en NCAA, il est l'un des trois finalistes au Outland Trophy avec Gabe Carimi (en) (qui remporte le trophée) et Rodney Hudson.
Arrivé en 2006 avec un poids de 230 livres (104,33 kg), il quitte Colorado avec un poids de 305 livres (138,35 kg). Il y gagne également 2 pouces (5,08 cm) en taille.
Après le Noël de 2009, il se rend au Guatemala et fait du bénévolat dans un orphelinat. Comme sophomore, il ira en Italie pendant l'été pour aider à la reconstruction d'une ville détruite à la suite d'un tremblement de terre. Au sein de son université, il participe régulièrement à des programmes d'aide comme bénévole ("Read with the Buffs" et "Buffalo Hugs").

### Statistiques universitaires
| Saisons          | Conférence       | Âge              | Classe           | Équipe           | Poste            | Matchs | Plaquages | Plaquages | Fumbles | Sacks | Réceptions | Réceptions | Réceptions | Réceptions |
| ---------------- | ---------------- | ---------------- | ---------------- | ---------------- | ---------------- | ------ | --------- | --------- | ------- | ----- | ---------- | ---------- | ---------- | ---------- |
| Saisons          | Conférence       | Âge              | Classe           | Équipe           | Poste            | Matchs | Solo      | Assist.   | Fumbles | Sacks | Nb.        | Yards      | Moy.       | TD         |
| 2007~            | Big 12           | 20               | Fr.              | Colorado         | TE               | 12     | 3         | 0         | 0       | 0     | 3          | 50         | 16,7       | 0          |
| 2009             | Big 12           | 21               | Jr.              | Colorado         | OL               | 12     | 1         | 0         | 0       | 0     | 0          | 0          | 00,0       | 0          |
| 2010             | Big 12           | 22               | Sr.              | Colorado         | OL               | 0      | 0         | 0         | 0       | 0     | 0          | 0          | 00,0       | 0          |
| Carrière en NCAA | Carrière en NCAA | Carrière en NCAA | Carrière en NCAA | Carrière en NCAA | Carrière en NCAA | 24     | 4         | 0         | 0       | 0     | 3          | 50         | 16,7       | 0          |

~ signifie que les statistiques tiennent compte de l'Independence Bowl joué par Colorado.

## Carrière professionnelle
| Taille               | Poids           | Long. bras      | Taille main    | 40 yds dash | 10 yds split | 20 yds split | 20 yds shuttle | 3 cone drill | Dét. Vert.    | Dét. Long.         |
| -------------------- | --------------- | --------------- | -------------- | ----------- | ------------ | ------------ | -------------- | ------------ | ------------- | ------------------ |
| 2,04 m (6 ft 8 ¼ in) | 145 kg (319 lb) | 90 cm (35 ½ in) | 25 cm (9 ⅞ in) | 4.96 s      | 1,72 s       | 2,87 s       | 4,34 s         | 7,44 s       | 81 cm (32 in) | 2,79 m (9 ft 2 in) |

### Patriots de la Nouvelle-Angleterre

#### La draft
Nate Solder est sélectionné au premier tour du draft de la NFL de 2011 par les Patriots de la Nouvelle-Angleterre au dix-septième choix global. Quelques jours avant le draft, il a un entraînement privé avec Dante Scarnecchia, l'entraîneur de la ligne offensive des Patriots. Il signe son contrat le 4 août après la révision de quelques points du contrat (8,54 millions de $ incluant une prime de 4,7 millions de $ à la signature).

#### Saison 2011
Le 12 septembre 2011, il joue son premier match comme professionnel contre les Dolphins de Miami. Il sera titulaire lors de 13 matchs sur les 16 joués en saison régulière. Lors de certains de ces matchs, il occupe la place du tackle droit Sebastian Vollmer. Lorsque ce dernier et le tackle gauche Matt Light sont opérationnels, il est utilisé comme second tight-end. Au cours de la saison il ne cloncèdera que trois sacks, quatre pressions et cinq pénalités sur 880 snaps (actions de jeu).
Les Patriots se qualifient pour le Super Bowl XLVI. Solder est titulaire mais ce sont les Giants de New York qui remportent le match sur le score de 21 à 17.

#### Saison 2012
Lors de la saison 2012, à la suite de la retraite de Matt Light, Nate Solder devient titulaire au poste de left tackle. Il débute tous les matchs de la saison jouant 1 234 snaps en attaque, le plus grand nombre des joueurs offensifs de la NFL. Si on additionne ses actions en équipes spéciales, il comptabilise 1 333 snaps soit le second meilleur score après celui de son coéquipier, l'homme de ligne Ryan Wendell

#### Saison 2014
Lors du match de la finale AFC, Solder réceptionne la première passe de sa carrière conclut par un touchdown de 16 yards. Malgré une saison en dents de scie, Solder aura une excellente saison en playoffs et il remportera son premier Super Bowl avec les Patriots.
En avril 2015, Solder révèle qu'on lui a diagnostiqué un cancer du testicule. Après l'opération, Solder manque quelques semaines lors de la pré-saison mais se rétablit pour débuter tous les matchs de saison régulière 2014. Il n'est pas le seul homme de ligne de la frfanchise à s'être battu contre le cancer, son coéquipier Marcus Cannon drafté en 2011 par les patriots ayant été diagnostique atteint d'un lymphome avant cette draft

#### Saison 2015
Après la saison 2013, les Patriots exercent leur option de cinquième année sur Solder. Le 9 septembre 2015, ils lui donnent une extension de contrat de 2 ans (20 millions de 20 millions $ avec une clause interdisant aux Patriots d'utiliser le franchise tag en 2018). Avant le début de saison 2015, Solder est élu capitaine par ses coéquipiers pour la premièure fois de sa carrière.
En 5e semaine contre les Cowboys de Dallas, Solder quitte le match à cause d'une blessure au niveau du coude. Plus tard une déchirure au biceps droit sera diagnostiqué et ils era placé sur la liste des réservistes blessés le 14 octobre.

#### Saison 2016
Solder revient en 2016 après une blessure subie en 2015. Il est titulaire lors de 15 matchs de saison régulière au poste de left tackle pour les Patriots. La franchise accède au Super Bowl LI.
Le 5 février 2017, Solder et les Patriots remportent le Super Bowl LI, battant les Falcons d'Atlanta sur le score de 34 à 28 en prolongation après avoir été menés 28 à 3 dans le 3e quart-temps.

#### Saison 2017
Solder est titulaire pour les 16 matchs de saison régulière au poste de left tackle. Les Patriots atteignent le Super Bowl LII mais sont battus par les Eagles de Philadelphie 41 à 33.

### Giants de New York

#### Saison 2018
Le 15 mars 2018, Solder signe un contrat de 4 ans (62 millions de $ dont 35 millions de $ garantis) avec les Giants de New York faisant de lui le joueur de ligne le mieux payé de la NFL,.
Il est désigné titulaire pour le poste de left tackle en 2018 et joue les 16 matchs de la saison. Il ne dispute cependant pas la phase finale pour la première fois de sa carrière, les Giants terminant avec un bilan négatif de 5-11.
Le 31 juillet 2020, Solder annonce qu'il a décidé de ne pas jouer de la saison à la suite de la pandémie de Covid-19. Il signe un nouveau contrat avec les Giants le 17 mars 2021.
Le 16 février 2022 son contrat est automatiquement annulé ce qui met fin à son mandat chez les Giants. Il décide de prendre sa retraite de la NFL après avoir quitté la franchise.

### Statistiques professionnelles
| Saison                   | Âge                      | Équipe                             | Poste                    | N°                       | Matchs | Matchs | Fumbles | Fumbles | Sack | Plaquages | Plaquages |
| ------------------------ | ------------------------ | ---------------------------------- | ------------------------ | ------------------------ | ------ | ------ | ------- | ------- | ---- | --------- | --------- |
| Saison                   | Âge                      | Équipe                             | Poste                    | N°                       | M.T.   | M.J.   | Nb.     | F.R.    | Sack | Solo      | Assist.   |
| 2011                     | 23                       | Patriots de la Nouvelle-Angleterre | RT/TE                    | 74                       | 16     | 13     | 0       | 0       | 0    | 1         | 0         |
| 2012                     | 24                       | Patriots de la Nouvelle-Angleterre | LT                       | 77                       | 16     | 16     | 0       | 1       | 0    | 1         | 0         |
| 2013                     | 25                       | Patriots de la Nouvelle-Angleterre | LT                       | 77                       | 15     | 15     | 0       | 0       | 0    | 2         | 0         |
| 2014                     | 26                       | Patriots de la Nouvelle-Angleterre | LT                       | 77                       | 16     | 16     | 0       | 1       | 0    | 1         | 0         |
| 2015                     | 27                       | Patriots de la Nouvelle-Angleterre | LT                       | 77                       | 05     | 05     | 0       | 0       | 0    | 0         | 0         |
| 2016                     | 28                       | Patriots de la Nouvelle-Angleterre | LT                       | 77                       | 15     | 15     | 0       | 0       | 0    | 0         | 0         |
| 2017                     | 29                       | Patriots de la Nouvelle-Angleterre | LT                       | 77                       | 16     | 16     | 0       | 0       | 0    | 0         | 0         |
| 2018                     | 30                       | Giants de New York                 | LT                       | 76                       | 16     | 16     | 0       | 1       | 0    | 0         | 0         |
| 2019                     | 31                       | Giants de New York                 | LT                       | 76                       | 16     | 16     | 0       | 1       | 0    | 0         | 0         |
| 2021                     | 33                       | Giants de New York                 | RT                       | 76                       | 16     | 16     | 0       | 0       | 0    | 2         | 0         |
| Totaux chez les Giants   | Totaux chez les Giants   | Totaux chez les Giants             | Totaux chez les Giants   | Totaux chez les Giants   | 48     | 48     | 0       | 2       | 0    | 2         | 0         |
| Totaux chez les Patriots | Totaux chez les Patriots | Totaux chez les Patriots           | Totaux chez les Patriots | Totaux chez les Patriots | 98     | 95     | 0       | 2       | 0    | 5         | 0         |
| Totaux dans la NFL       | Totaux dans la NFL       | Totaux dans la NFL                 | Totaux dans la NFL       | Totaux dans la NFL       | 146    | 143    | 0       | 4       | 0    | 7         | 0         |

## Palmarès

### NFL
- Vainqueur des Super Bowls XLIX, LI ;
- Sélectionné dans l'équipe type des Patriots de la Nouvelle-Angleterre des années 2010 ;
- Vainqueur des Super Bowls XLIX, LI ;
- Sélectionné dans l'équipe type de l'histoire des Patriots de la Nouvelle-Angleterre ;
- Sélectionné dans l'équipe type des rookie par PFWA en 2011.

### NCAA
- Équipe-type de la Big 12 Conference en 2009 et 2010 ;
- Meilleur joueur de ligne offensive de la Big 12 en 2010 ;
- Joueur All-American en 2010 ;
- Finaliste de l'Outland Trophy en 2010.